# レアンドロ・V・ロクシン
レアンドロ・V・ロクシン（Leandro V. Locsin、1928年8月15日 - 1994年11月15日）はフィリピンの建築家、芸術家、インテリアデザイナー。

## 人物
ネグロス島シライ生まれ。セント・トマス大学音楽学校に進学するも、途中で建築科に編入学する。27歳の時に設計した教会礼拝堂の設計で注目を浴び、それ以来、数々の公共建築を手がけ、国内外で高く評価される。建築のみならず、現代舞踊や陶芸など、芸術分野を横断する活動でも知られる。
「フィリピン建築とは、東洋と西洋というあまりにも異なり相対する2つの文化の大きな流れが収斂された産物である」という信条を持ち、欧米への留学が不可欠とされてきたフィリピン建築界において、フィリピンを離れなかった稀有な建築家であった。
1994年、マカティにて死去。

## 受賞歴
- 1990年 - フィリピン国民芸術家[2]
- 1992年 - 福岡アジア文化賞芸術・文化賞受賞[1]

## 主な作品
- 「ホーリーサクリファイス礼拝堂」ケソン、1955
- 「フィリピン文化センター建築物群」マニラ、1970年代前後
- 「日本万国博覧会フィリピン館」大阪、1970
- 「マカティ証券取引所」マニラ、1971
- 「イスタナ・ヌルル・イマン」（ブルネイ王宮）バンダルスリブガワン、1984
- 「フィリピン最高裁判所」マニラ、1991